# تیبریوس
تیبریوس با نام کامل تیبریوس یولیوس کایسار آگوستوس (به لاتین: Tiberius Julius Caesar Augustus)‏ (۴۲ پیش از میلاد – ۳۷ پس از میلاد) دومین امپراتور روم از دودمان ژولیو کلودین بین سال‌های ۱۴ تا ۳۷ میلادی بود.
تیبریوس یکی از بزرگترین سرداران رم بود: فتوحات وی در پانونیا، دالماتیا، ریشیه و (به طور موقت) مناطقی از آلمان، پایه های مرز شمالی را بنا نهاد. حتی در این صورت، او به عنوان یک حاکم تاریک، گوشه گیر، بی توجه و غمگین که هرگز واقعاً تمایل به امپراتور شدن نداشت، از او یاد شد. پلینی بزرگ او را "غمخوارترین مردان" خواند. پس از مرگ پسرش دروسوس ژولیوس سزار در سال ۲۳ میلادی، تیبریوس بسیار گوشه گیرتر و دورتر شد. در زمان سلطنت تیبریوس، یهودیان در رم مشهورتر شده بودند و پیروان یهودی و غیر یهودی یعنی مسیحیان شروع به تبلیغ مجدد شهروندان رومی کردند و کینه های طولانی مدت طبقه عالی رتبه روم را افزایش دادند. در سال ۲۶ میلادی وی خود را از رم کنار کشید و اداره امپراتوری را کاملاً در دست فرماندهان بی پروای گارد پرتورین خود اول و به طور کلی به سیجانوس (بین سال‌های ۱۴ تا ۳۱) و تا حدودی دست‌کم به ماکرو (بین سال‌های ۳۱ تا ۳۸) سپرد. وقتی تیبریوس درگذشت، نوه برادر و پسر برادرزاده/پسرخوانده خود ژرمانیکوس، کالیگولا جانشین او شد.

## زندگی
تیبریوس در سال ۴۲ پیش از میلاد در رم زاده شد. مادرش لیویا و پدرخوانده‌اش فرمانروا آگوستوس بود که تیبریوس پس از او به قدرت رسید. رویکرد محافظه‌کارانهٔ تیبریوس سبب شد تا او همان سیاست‌های فرمانروای پیشین را در پیش گرفته و دستاوردهای آگوستوس را استحکام بخشد.
با همه خوشفکری‌های تیبریوس در ادارهٔ کشور و ارتباطات خارجی، دوران حکومت او از نظر سیاسی مصیبت‌بار بود. در سال ۱۹ جانشین اول او ژرمانیکوس و در سال ۲۳ جانشین دوم‌اش پسر خود تیبریوس دورسوس سزار به طرز مشکوکی درگذشتند. پس از مرگ به تربیت این دو وارث یکی از مهم‌ترین هوادارانش با نام لوکیوس آئلیوس سیجانوس که افسر ارشد گارد تازه قدرتمند شده پرتورین و وابسته به قدرت قضاوت مادون کنسولی روم بود شروع به فزونی‌خواهی و ستمگری نمود و تا آنجا پیش رفت که سعی در سرنگونی تیبریوس نمود. این واقع ها زمانی شروع شد که تیبریوس در سال ۲۶ میلادی از رم خارج شده و به جزیره کاپری نقل مکان کرد و سیجانوس را در پایتخت با آزادی کامل تنها گذاشت و او را مسئول همه دفاتر عمومی و کل سازوکار دولتی و شهر رم کرد و خود در ویلای سلطنتی کاپری بازنشسته شد. بعد از خبر دار شدن تیبریوس از نقشه های سیجانوس توسط آنتونیا یک زن سلطنتی در دربار، بیوه برادرش دورسوس (همچنین خواهرزاده اولین امپراتور روم اگوستوس و مادر ژرمانیکوس که سردار محبوب روم و وارث ارشد تیبریوس نیز بود) در سال ۳۱ حکم اعدام سریع سیجانوس و چند تنی از همکارانش را صادر کرد. با کشته‌شدن سیجانوس دوران حکومت وحشت آغاز شد و بسیاری به اتهام خیانت به فرمانروا اعدام شدند. همین امر چهرهٔ تیبریوس را خدشه‌دار نمود و او مورد نفرت جهانی قرار گرفت.
تیبریوس تلاش کرد، تا با ادامه نبردهای اگوستوس در گرمانیا ماگنا، کار ناتمام دوره اگوستوس را به پایان رساند، اما هجوم اقوام گوناگون جدید و بحران در درون پادشاهی مانع از به نتیجه رسیدن حملات وی گردید. مرگ غیرمنتظره و مشکوک ژرمانیکوس که برادرزاده، پسرخوانده، وارث ارشد و مهم‌ترین سردار تیبریوس و همچنین نماینده تام‌الاختیار امپراتور در جنگ‌ها و ایالات شرقی بود، بر این حرکت دامن زد.
تیبریوس در سال ۳۷ میلادی و در سن ۷۷ سالگی در میسنوم درگذشت و تنها افراد اندکی بر مرگ او گریستند.

## تصویرسازی مدرن
تیبریوس در داستان، ادبیات، فیلم و تلویزیون و بازی‌های ویدیویی، اغلب به عنوان یک شخصیت فرعی در خط داستانی اصلی، حضور داشته است. در زیر فهرستی از حضورهای تیبریوس در فرهنگ عامه آمده است.
- او در رمان «من، کلودیوس» نوشته رابرت گریوز در سال ۱۹۳۴ ظاهر می‌شود.[۲]و اقتباس سریال تلویزیونی بی‌بی‌سی که در آن جورج بیکر نقش او را بازی می‌کند.
- جورج آر. آر. مارتین، نویسنده مجموعه کتاب‌های «ترانه‌ای از یخ و آتش»، اظهار داشته است که شخصیت اصلی داستان، استنیس براتیون، تا حدودی از تیبریوس سزار و به ویژه از تصویری که بیکر ارائه داده، الهام گرفته شده است.[۳]
- در درام تاریخی «سزارها»[۴] محصول ۱۹۶۸ شبکه آی‌تی‌وی، تیبریوس (ساخته آندره مورل) شخصیت اصلی بخش عمده‌ای از سریال است و به شیوه‌ای بسیار متعادل‌تر از «من، کلودیوس» به تصویر کشیده شده است.
- او همچنین به عنوان یک شخصیت فرعی در فیلم «پرس‌وجو»[۵] محصول ۲۰۰۶ ظاهر می‌شود که در آن ماکس فون سیدو نقش او را بازی می‌کند. علاوه بر این، تیبریوس نقش‌های برجسته‌ای در فیلم «بن هور»[۶] (با بازی جورج رلف در آخرین نقش اصلی‌اش) دارد.و در فیلم بعد از میلاد (با بازی جیمز میسون). او در فیلم ردا (۱۹۵۳) با بازی ارنست تسیجر حضور داشت.
- او در فیلم کالیگولا محصول ۱۹۷۹ با بازی پیتر اوتول حضور داشت.[۷]
- او شخصیت مهمی در رمان تیلور کالدول در سال ۱۹۵۸ با عنوان «پزشک عزیز و ارجمند» بود، زندگینامه‌ای از سنت لوقای انجیل‌نویس، نویسنده سومین انجیل رسمی.
- نقش او را کنت کرانام در سریال تلویزیونی «پس از میلاد مسیح، کتاب مقدس ادامه دارد» محصول ۲۰۱۵ بازی کرد.[۸]
- در سریال تلویزیونی امپراتوری روم، کریگ والش-رایتسون نقش تیبریوس را بازی کرد.[۹] در سریال تلویزیونی دومینا که در سال ۲۰۲۱ پخش شد، ارل کیو نقش او را بازی کرد؛ بنجامین ایزاک نقش تیبریوس بزرگسال را بازی کرد.[۱۰]
- سرقت سکه یادبود طلای تیبریوس، یک سکه یادبود منحصر به فرد که به سفارش تیبریوس ضرب شده و گفته می‌شود در قرن‌های پس از آن به جایگاه افسانه‌ای دست یافته است، از یک مثلث مرموز از دانشمندان علوم غریبه، طرح داستان اصلی رمان «سه شیاد» نوشته آرتور ماچن در سال ۱۸۹۵ را پیش می‌برد.